# Ватикано-северомакедонские отношения
Ватикано-северомакедонские отношения — двусторонние дипломатические отношения между Ватиканом и Северной Македонией.
Ватикан и Северная Македония поддерживают отношения, основанные на дружбе, взаимной поддержке и понимании.

## Отношения
Республика Северная Македония стала независимой страной в 1991 году, когда она провозгласила себя независимой от Социалистической Федеративной Республики Югославии. Святой Престол был среди стран, которые с самого начала поддерживали независимость и суверенитет страны.
Полные дипломатические отношения между Святым Престолом и Северной Македонией были установлены 21 декабря 1994 года. Однако Святой Престол не входил в число 131 государств, которые признали страну под её прежним конституционным названием, но установили отношения под названием страны в ООН «бывшая югославская Республика Македония».
Северная Македония получает постоянную поддержку со стороны Святого Престола, особенно когда дело доходит до стремления Северной Македонии присоединиться к Европейскому Союзу.
Руководство Северной Македонии в течение почти пятидесяти лет ежегодно посещает Папу Римского в Ватикане.

## Дипломатические представительства
До 2002 года посольство Северной Македонии в Словении было аккредитовано Святым Престолом. С 2002 года Северная Македония имеет посольство Святого Престола в Риме. Святой Престол имеет апостольскую нунциатуру в Словении в Любляне, которая также отвечает за Северную Македонию.

## Отношения с Македонской православной церковью
Римско-католическая церковь и Македонская православная церковь (Охридское архиепископство) (МПЦ-ОА) поддерживают хорошие отношения. Святой Престол часто и разными способами помогает функционированию Православной церкви в Северной Македонии.